# Altajsnöhöna
Altajsnöhöna (Tetraogallus altaicus) är en asiatisk fågel i familjen fasanfåglar inom ordningen hönsfåglar. Den förekommer ovan trädgränsen i bergstrakter i Centralasien. Arten minskar i antal men beståndet anses ändå livskraftigt.

## Utseende
Altajsnöhönan är en knubbig, rapphöneliknande fågel med en kroppslängd på 58 cm. Huvud och hals är skiffergrå, undersidan grå med vita fläckar och stjärten är svart. Den är vit på hake, bröst och buk. På strupen syns ett grått svartfläckigt bröstband. Hand- och armpennor är svarta, på de förra även en vit handbasfläck som blixtrar till i flykten. Näbben är gulaktigt brun och benen rödbruna.

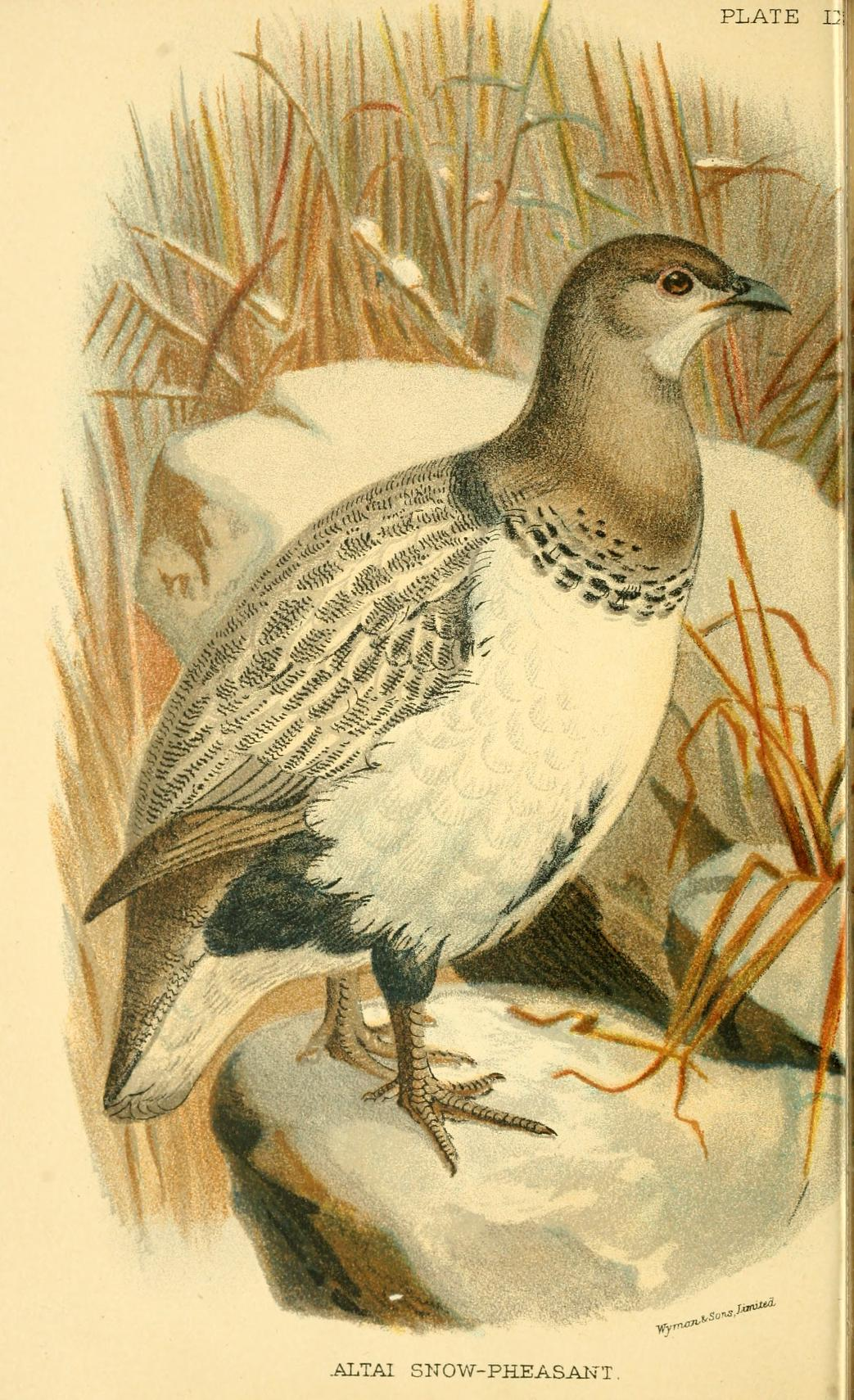
Altajhönan illustrerad i A handbook to the game birds från 1896 av William Robert Ogilvie-Grant.

## Läten
Lätena är dåligt kända. De rapporteras vara grövre än hos kaukasisk snöhöna (Tetraogallus caucasicus) men mer melodiska än himalayasnöhönans (T. himalayensis).

## Utbredning och systematik
Fågeln förekommer i södra Sibirien (Sajanbergen) och nordostligaste Kazakstan österut in i Altaj till Tuva och nordvästra Mongoliet samt i söder till Gurvan Sayhan Uul och norra Xinjiang i Kina. Den behandlas som monotypisk, det vill säga att den inte delas in i några underarter.

## Levnadssätt
Altajsnöhönan hittas på öppna bergssluttningar ovan trädgränsen på mellan 2000 och 3600 meters höjd. Den lever av knoppar, skott, rötter, bär och insekter, ibland även smågnagare.

## Status och hot
Arten har ett stort utbredningsområde och en stor population, men tros minska i antal, dock inte tillräckligt kraftigt för att den ska betraktas som hotad. Internationella naturvårdsunionen IUCN kategoriserar därför arten som livskraftig (LC).

## Namn
Altaj är en bergskedja i Centralasien på gränsen mellan Ryssland, Mongoliet, Kina och Kazakstan där arten förekommer.

## I kulturen
Altajsnöhönan finns avbildad på ett kazakiskt 50 Tenge-mynt.

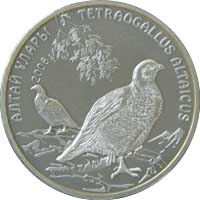